# Урійські Альпи
Урійські Альпи — гірський хребет в західній частині Альп, центральна Швейцарія. Простягається територією кантонів Обвальден, Вале, Берн, Урі та Нідвальден, межує з Бернськими Альпами на заході (через перевал Грімзель), Емментальськими Альпами на півночі (через перевал Брюніг),  Лепонтинськими Альпами на півдні (через перевал Фурка) та Гларнськими Альпами на сході (відділені річкою Ройс).
Урійські Альпи складаються з двох окремих груп, розділених перевалом Susten Pass. Гірський масив Даммашток на півдні має більше льодовиків, а північна частина, яка завершується горою Titlis, має нижчі вершини, але довша.

## Опис
За офіційним поділом Альп, Урійські Альпи є частиною Бернських Альп (в широкому визначенні) та, відповідно Західних Альп. Вони є досить компактними за розташуванням та дещо нижчими від частин Альп, розташованих на захід — всього в Урійських Альпах налічується 57 поіменованих вершин з висотою понад 3 000 м.н.р.м.
Група на північ від перевалу Сустен формує вододіл між верхів'ями річок Ааре (на заході) та Ройс. Крім того, невелика частина хребта (південно-західна) розташована в басейні Рони і повністю лежить у долині Ронського льодовика. Ця група, серед інших, включає чотири великі гряди, що розташовані майже паралельно з півночі-північного заходу на південь-південний схід, та досягає найвищої висоти на вершинах Даммашток та Галеншток.  Найзахідніша гряда, яка формує східний кордон долини Хаслі, має найвищу висоту 3 383 м.н.м. на Тіральпшток. Льодовикове поле, з якого льодовик Тріфт тече на північ, а Ронський льодовик — на південь, відділяє цю групу від більш східної, найвищою вершиною якої є Даммашток. На північ від Даммашток гряда називається Задня Тірберг і має найвищу точку 3 447 м.н.м. Далі на схід, відділена льодовиком Штайн та верхів'ям долини Гьошенен, є гряда Сустенхорн (найвища точка 3 505 м.н.м.). І четверта гряда на схід, відділена долиною Форальпталь (відгалуженням долини Гьошенен), має найвищі вершини Флекішток and та Штуклішток. Нижня частина долини Гьошенен обмежена на півдні грядою, яка відділяється від основної (перпендикулярно до неї) між вершинами Даммашток та Галеншток.
На північній стороні перевалу Сустен гряди нижчі та, за виключенням найвищих вершин на півдні, льодовиків не мають. Головний хребет, який завершується на горі Тітліс, розділяє басейни річок Ааре та Ройс. Від Грассен, де сходяться кордони кантонів Берн, Обвальден та Урі, від головного вододілу відходить невеликий хребет, спрямований з заходу на схід, що закінчується на Гросс Шпанорт.
Як і в сусідніх гірських хребтах на північній околиці Альп, погода в Урійських Альпах часто залежить від західних та північно-західних повітряних мас, а отже є відносно нестабільною і менш сприятливою, ніж у центральних і південних частинах Альп.

## Галерея

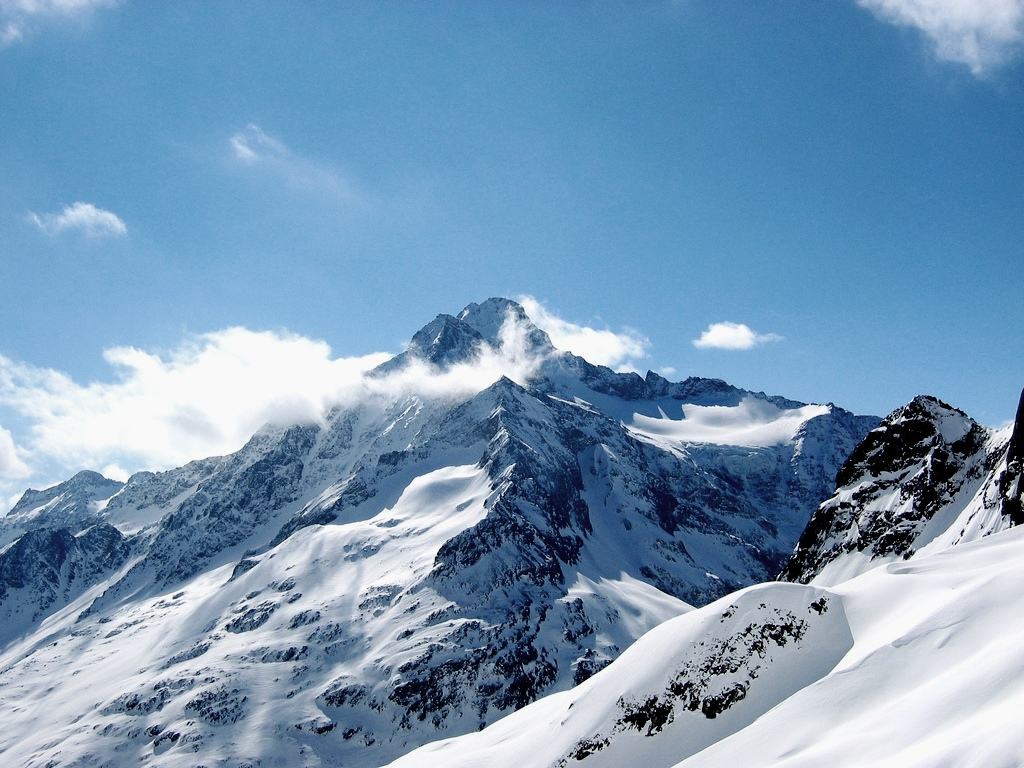
Сустенхорн
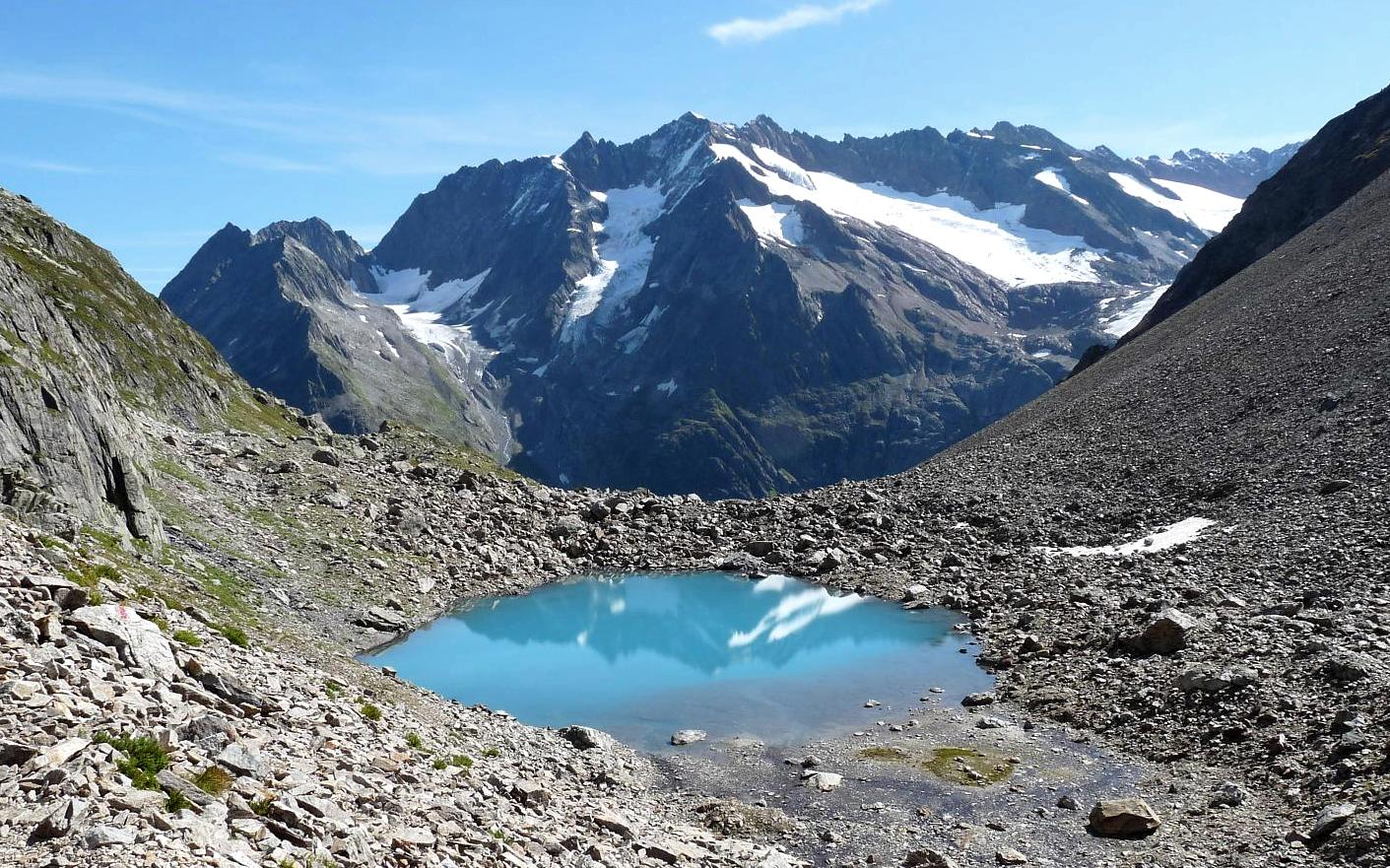
Задня Тірберг
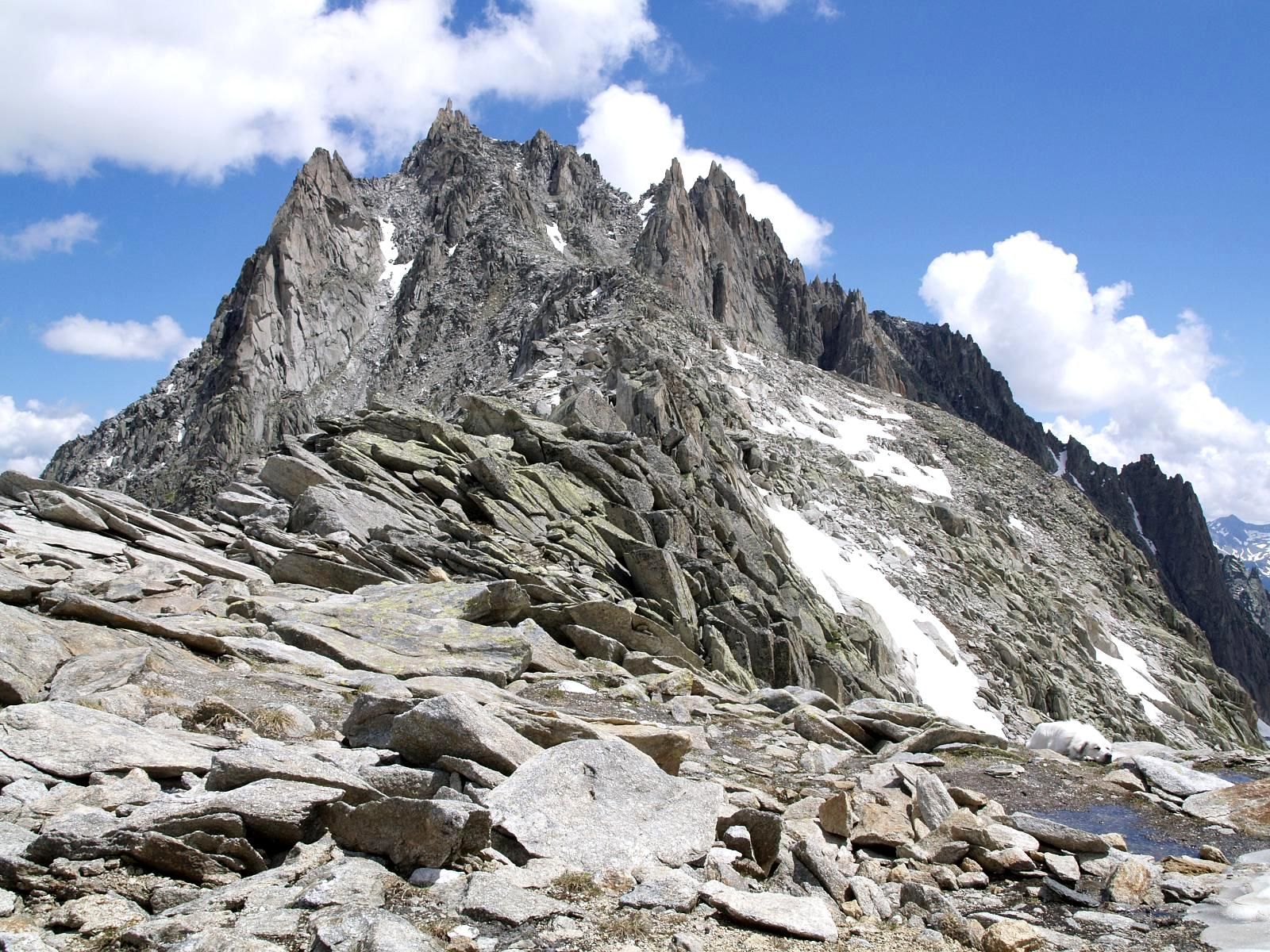
Лохберг
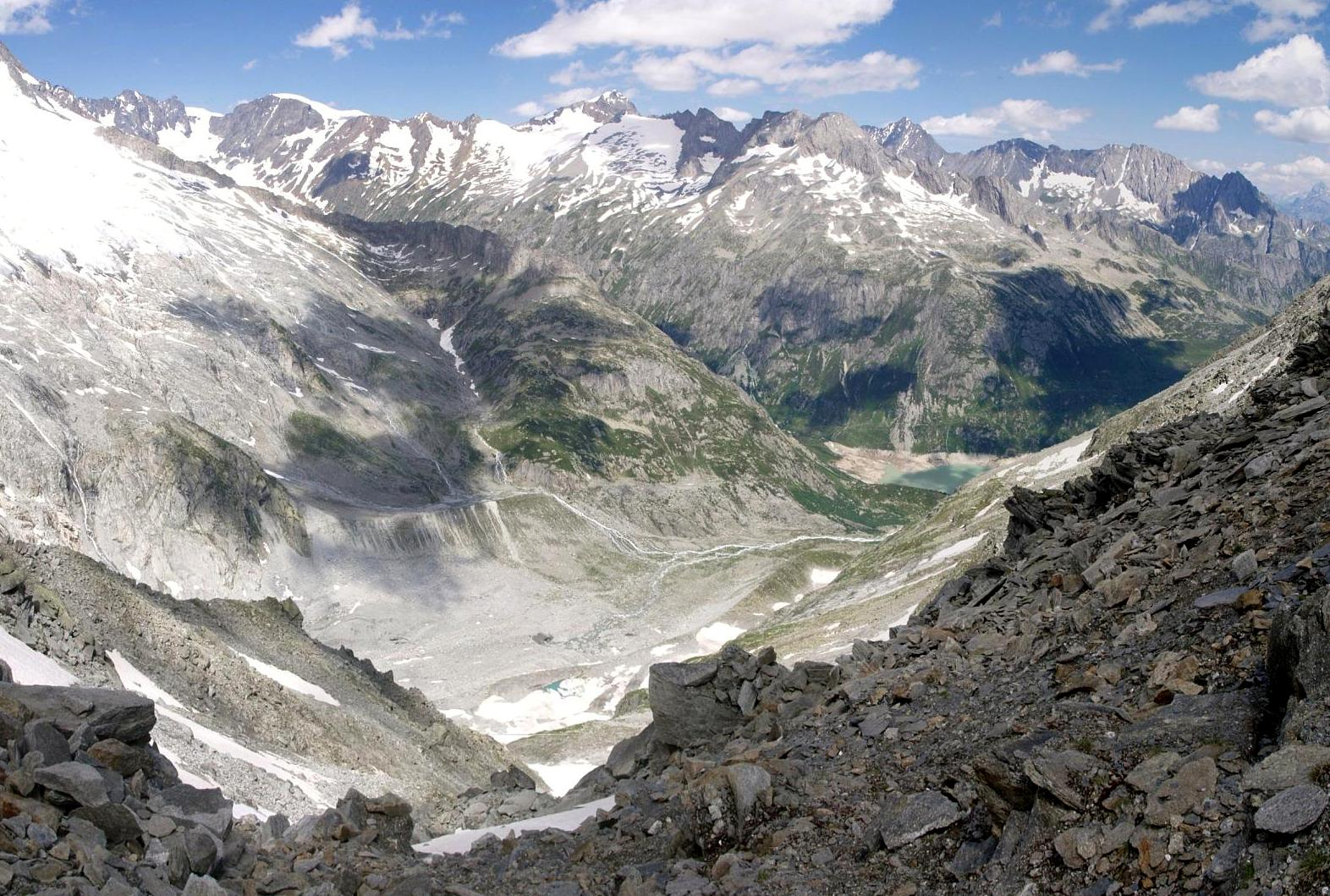
Вид згори над Гьошененальпзее
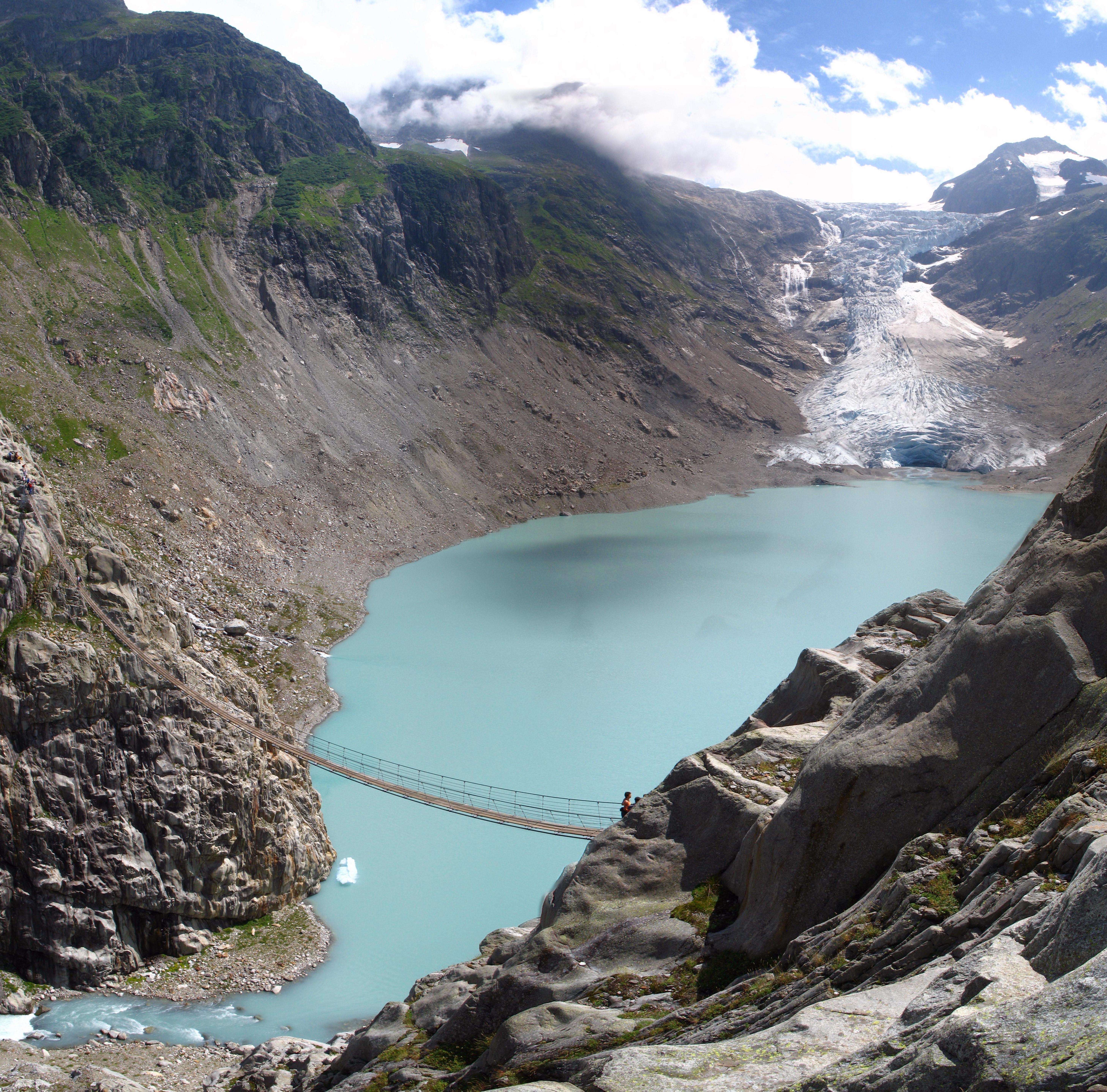
Льодовик Тріфт

## Льодовики
Основні льодовики:
- Ронський льодовик;
- Тріфт;
- льодовик Штайн;
- льодовик Тіфен.